# Ochči
Ochči (ázerbájdžánsky Oxçuçay, arménsky: ՈՂՋԻ, rusky: Вохчи) je řeka protékající územím Ázerbájdžánu a Arménie.
Ochči je levým přítokem řeky Araks. V Arménii prochází kapanskou oblastí a v Ázerbájdžánu lesnatým Zangilanským rajónem. Délka činí 82 km, rozloha pánve je 1175 km². Pramení u hory Kapydžik v Zangezurském hřbetě.
Průtok se skládá ze sněhu (46 %), deště (10 %) a podzemní vody (44 %), průtok je 8,90 kubických m/s. 40 % ročního toku je na jaře, 43 % v létě a 10 % na podzim.
Voda se používá pro zavlažování.
Levé přítoky řeky:
- Geghi (ázerb.: Qazangölçay)
- Ačanan (rusky: Ачанан)
- Artsvanik

Pravé přítoky řeky:
- Geghanuš
- Vachagan (rusky: Вачаганчай)
- Sutsala

Oblast kolem Ochči se skládá hlavně z pastvin. Břehy řeky Ochči jsou poměrně řídce osídlené.
Na arménské řece jsou postaveny dvě vodní elektrárny - Kapan a Ochči. V ázerbájdžánské části řeky byla po druhé válce o Náhorní Karabach vybudována Zangilanská kaskáda vodních elektráren o celkovém výkonu 42 MW.

## Ekologický stav
Ochči je jednou z nejvíce znečištěných řek v Arménii. Ochči je silně znečištěn těžebními odpady z měst Kapan a Kadžaran, což je arménské město s významnou těžbou mědi a molybdenitu. Říční voda je tak otrávená, že zde nežije žádný živý tvor. V zangilanské oblasti se voda z řeky Ochči používala k zavlažování, ale byla tak jedovatá, že došlo k otrávení půdy a vypěstované plodiny jsou nebezpečné pro veřejné zdraví.
Ázerbájdžán má v plánu v budoucnosti jedovaté vody Ochči vypouštět do vodní nádrže Chudafaru.
Na řece leží města Kadžaran, Kapan, Zangilan a Mindžavan.